# Бельгебаш
Бельгебаш, также Бегельбаш — река в России, протекает по Улаганскому району Республики Алтай.

## Описание
Исток на юго-западном склоне Айгулакского хребта, течёт от истока на юго-восток, принимая ряд небольших притоков. Устье реки находится в 72 км по правому берегу реки Чуя, в нескольких километрах западнее села Чибит. Длина реки составляет 15 км.

## Данные водного реестра
По данным государственного водного реестра России относится к Верхнеобскому бассейновому округу, водохозяйственный участок реки — Катунь, речной подбассейн реки — Бия и Катунь. Речной бассейн реки — (Верхняя) Обь до впадения Иртыша.